# Dichlorek ksenonu
Dichlorek ksenonu (nazwa Stocka: chlorek ksenonu(II)), XeCl
2 – nieorganiczny związek chemiczny ksenonu z chlorem.
XeCl
2 został otrzymany poprzez indukcję plazmy w mieszaninie ksenonu i chloru za pomocą promieniowania mikrofalowego i wydzielenie za pomocą pułapki kondensacyjnej. Próbowano także otrzymać XeCl
2·BCl
3 w doświadczeniu z użyciem ksenonu, chloru i trichlorku boru, jednak ponownie otrzymano tylko XeCl
2. Istnieją wątpliwości, czy otrzymany XeCl
2 jest związkiem chemicznym w pełnym tego słowa znaczeniu, czy też supercząstką złożoną z atomu Xe oraz cząsteczki Cl
2 związanych wyłącznie oddziaływaniami międzycząsteczkowymi. Jedno z połączeń ksenonu z chlorem – monochlorek ksenonu jest stosowany w laserach ekscymerowych. XeCl
2 również występuje w stanie ekscymerowym.